# Steliana Nistor
Pour les articles homonymes, voir Nistor.
Steliana Nistor est une gymnaste roumaine née le 15 septembre 1989 à Sibiu.

## Palmarès

### Jeux olympiques
- Pékin 2008
  -  médaille de bronze par équipes

### Championnats du monde
- Stuttgart 2007
  -  médaille d'argent au concours général individuel
  -  médaille d'argent à la poutre
  -  médaille de bronze par équipes

### Championnats d'Europe
- Volos 2006
  -  médaille d'argent par équipes

- Amsterdam 2007
  -  médaille d'argent aux barres asymétriques
  -  médaille de bronze à la poutre

- Clermont-Ferrand 2008
  -  médaille d'or au concours par équipes
  -  médaille d'argent aux barres asymétriques
  - 6e à la poutre